# 특성 시간
특성 시간(特性時間, characteristic time)은 시스템의 반응 시간 스케일의 크기 순서의 추정이다. 반응속도와 역의 관계에 있다고 볼 수 있다. 화학에서 특성 시간은 문제가 평형문제나 속도문제로 해결되는지 알아내는데 사용된다.

## 같이 보기
- 반감기